# Antimikrobna farmakodinamika
Antimikrobna farmakodinamika je odnos između koncentracije antibiotika i njegove sposobnosti da inhibira vitalne procese endo- ili ektoparazita i mikrobnih organizama. Ova grana farmakodinamike povezuje koncentraciju antiinfectivnog agensa sa njegovim antimikrobnim dejstvom.

## Dejstva zavisna od koncentracije
Minimalna inhibitorna koncentracija i minimalna baktericidna koncentracija se koriste pri određivanju in vitro dejstva antimikrobnih agenasa. Te veličine su dobri indikatori antimikrobne potentnosti. Ti parametri ne daju indikaciju o vremenski zavisnom antimikrobnom dejstvu, takozvanom postantibiotskom dejstvu.

## Postantibiotsko dejstvo
Postantibiotsko dejstvo (engl. post antibiotic effect, PAE) se definiše kao persistentna supresija bakterijskog rasta nakon kratkokrajnog izlaganja (1 ili 2 sata) bakterija antibiotiku, čak i u odsustvu odbrambenog mehanizma domaćina. U faktore koji utiču na trajanje postantibiotičkog dejstva se ubrajaju dužina izlaganja antibiotiku, bakterijska vrsta, medijum kulture i klasa antibiotika. Smatra se da je promena DNK funkcije potencijalno odgovorna za postantibiotičko dejstvo, pošto većina inhibitora sinteze proteinsa i nukleinskih kiselina (aminoglikozidi, fluorohinoloni, tetraciklini, klindamicin, pojedini noviji makrolidi/ketolidi, i rifampicin i rifabutin) indukuje dugotrajno PAE protiv podložnih bakterija. Teorijski, sposobnost antibiotika da indukuje PAE je atraktivno svojstvo leka, jer antibiotske koncentracije mogu da padnu ispod  za datu bakteriju i da još uvek zadrže svoju efektivenost u sprečavanju rasta.